# Zöld levelibéka
A zöld levelibéka (Hyla arborea) a kétéltűek (Amphibia) osztályába a békák (Anura) rendjébe és a levelibéka-félék (Hylidae) családjába tartozó faj.

## Előfordulása
Ligetes folyóvölgyek, tavak, víz közeli bokrosok, kertek, erdőszélek, nádasok, ezekkel határos füves területeken él.

## Megjelenése

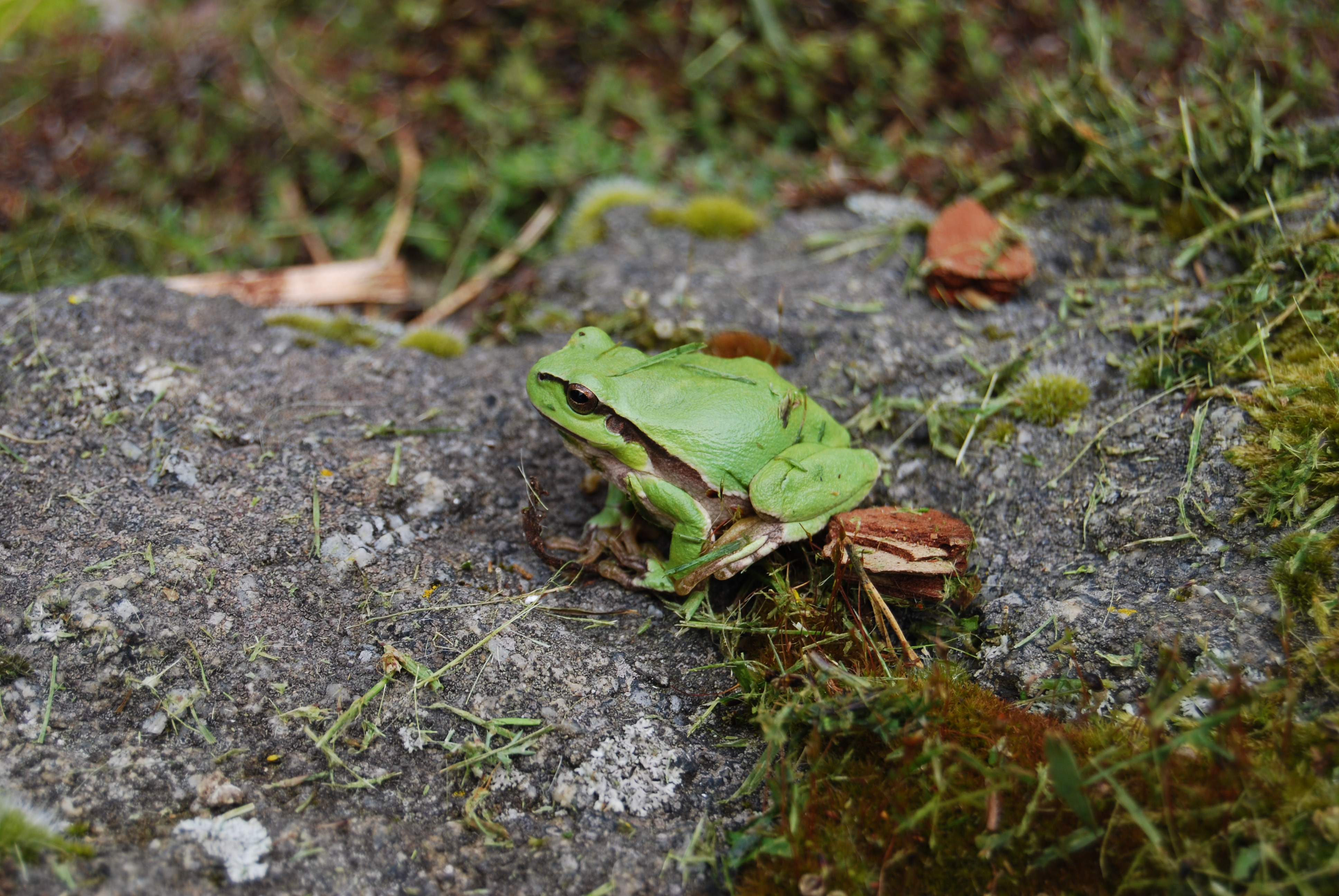
tuskón ül

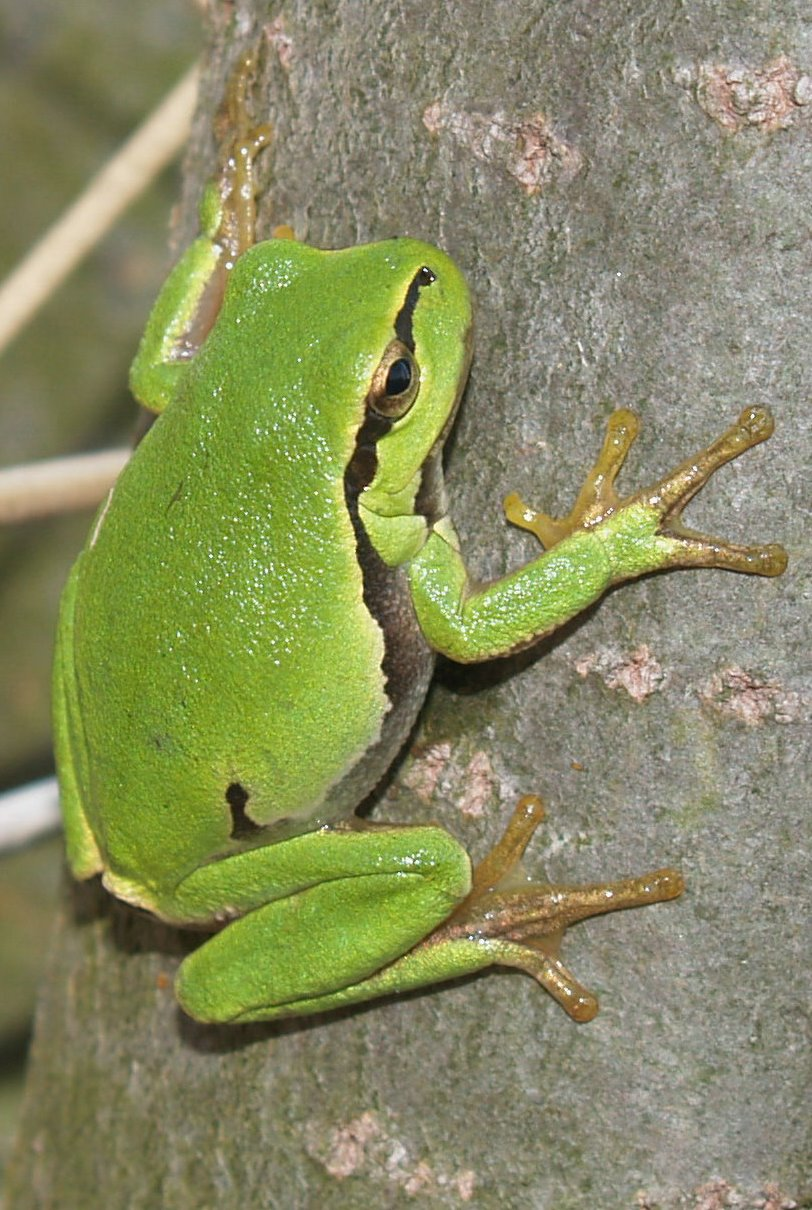
a fa törzsén kapaszkodik

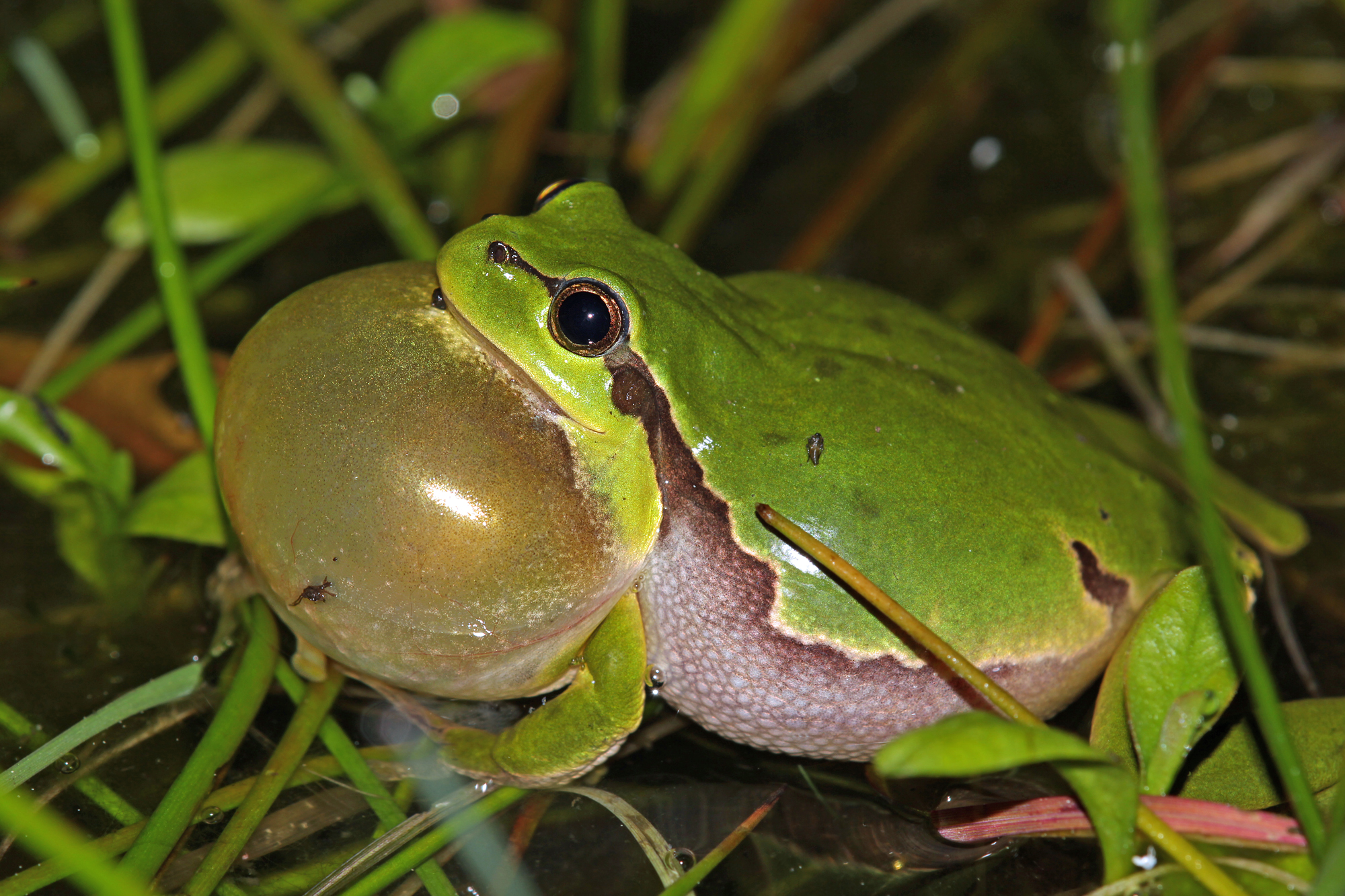
zöld levelibéka brekegés közben

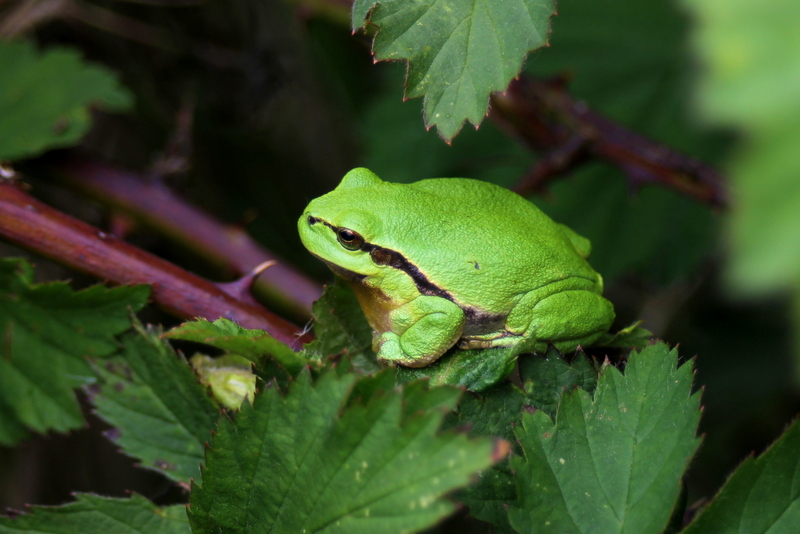
pihenő példány

Kis termetű béka, színe: fűzöld, sárgás, barnás, vagy feketésszürke, igen ritkán akár kék is lehet. Bőre felül sima, hasoldala szemcsés. A hím torkán hanghólyag van. Elülső lábai és hátulsó ugrólábai ujjain tapadókorongok vannak. A tavasz nem csupán a nász és a költés ideje, hanem a területen előforduló 11 kétéltűfaj szaporodási ideje is. Kiváltképp a csapadékosabb években hallható napközben sokhelyütt a vöröshasú unkák és a zöld varangyok hangja. Este azután elnyomja őket a tavibékák és levelibékák koncertje. Nyári éjszakákon is gyakran hallatja erős hangját, amely változatos pirregésszerű. Hatalmas békakoncertet képesek adni. Legutolsó békák közé tartozik, amelyeket ősszel a vizekben még találni lehet. Zöld levelibéka áprilistól szeptember végéig aktív. Mivel éjjeli állatok, énekük rendesen csak estefelé kezdődik, azonban egész éjjel hallható. Az egyik legszebb hazai békafaj. Akár 15 évig is élhet.
|  |

## Életmódja

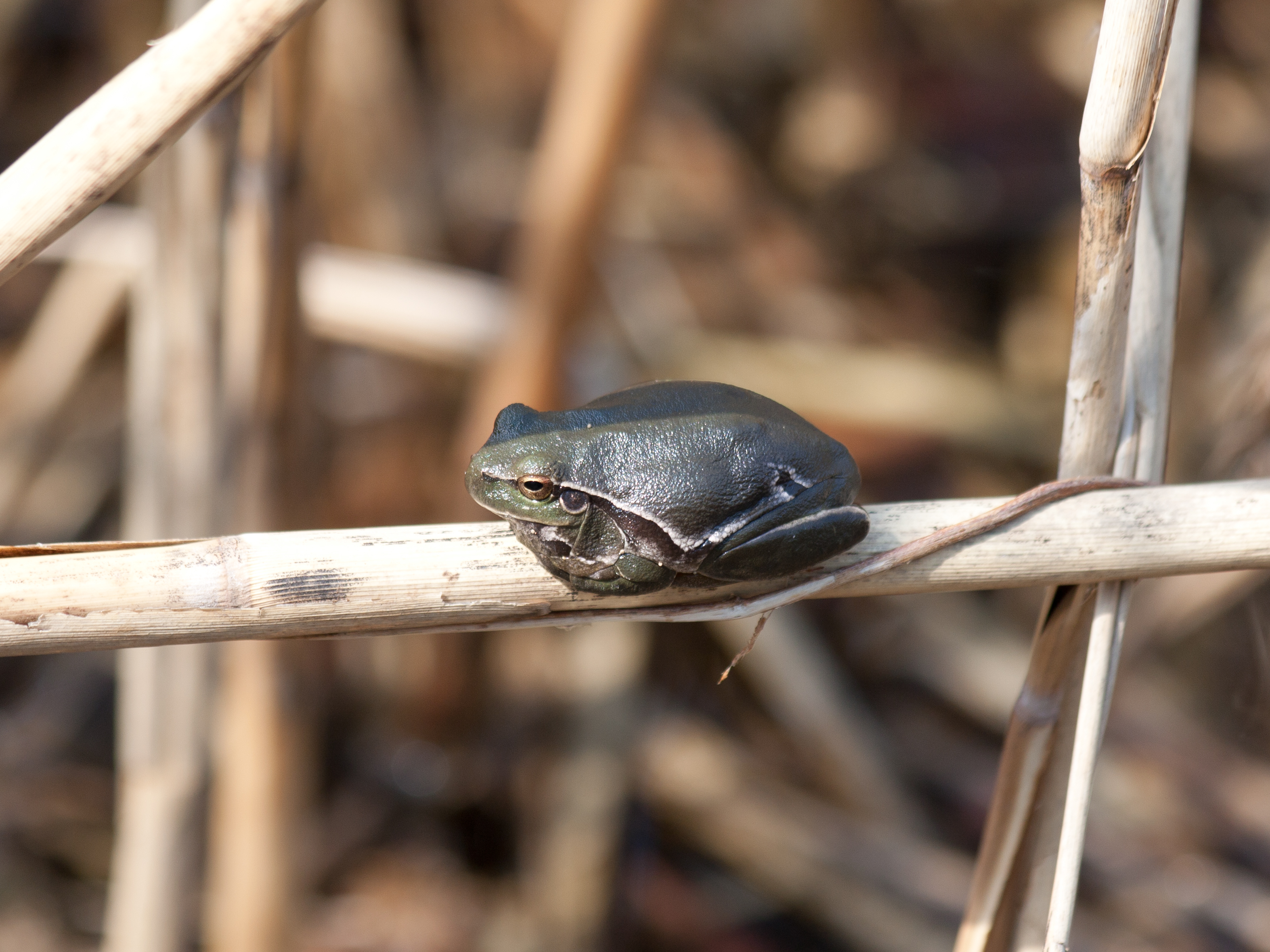
kora tavaszi barna példány

Főként éjszaka tevékeny, napközben előszeretettel sütkérezik a leveleken, nádszálakon. Hangos, hosszan tartó: "ke-ke-ke-ke" hangja jellemző, a hímek gyakran kórusban brekegnek. A népi időjárásjóslás szerint ilyenkor esőt jeleznek. Főként repülő rovarokra vadászik. Hangos kvek-kvek-kvek hangja felveri a májusi és nyár elei esték csendjét. A hímek párcsalogató és területjelző hangja akár kilométeres távolságokra is elhallatszik áprilistól októberig aktív zöld levelibéka. Szaporodási időszak  április közepétől augusztus végéig tart. Vándorlásuk április elején a legintenzívebb a kerti tavakat szívesen elfoglalják. A hímek összegyűlnek a peterakásra alkalmas víztereknél ahol sötétedés után kórust alkotva hallatják érdes hívóhangjukat így vonzva a nőstényeket. A nőstények követik a hímeket a vízbe majd a peterakást követően el is hagyják azt. Mivel a hűvösség iránt kevésbé érzékeny, már áprilisban előbújik és késő őszig kinn marad a szabadban. Azonban rendesen nem igen tűnik fel, mivel csak a párzás idején verődik össze a vízben tekintélyesebb csapatokká. Röviddel azután a nádasokba veszi be magát, vagy pedig a bokrok, cserjék és fák koronájába húzódik fel és itt legtöbbnyire látatlanul éli magányos életét. Itt a szellős magasságban kényelmesen éli át a nyarat, szép időben a levelek felső oldalán üldögélve, esőben azok alá rejtőzve, hacsak az ilyen idő nem tart túlságosan hosszú ideig és annyira kellemetlenné nem válik számára, hogy a – vízbe menekül előle, avagy földlyukakba, falrepedésekbe, faodvakba stb. rejtőzik el.Különösen serényen hallatja hangos szavát a párzási időszakban, de a nyár folyamán sem hallgat és szinte távoli csengettyűszóhoz hasonló, az ú. n. cikadák énekére emlékeztető, gyorsan kilökött „krek, krek, krek” szava fél éjszakákon át szakadatlanul hallható, akár száraz és állandó az időjárás, akár eső fenyeget. A levelibékák százai és ezrei keltette zaj néha valósággal fülsiketítő és messze elhallatszik a csendes éjszakában. Csak a közelgő vihar előtt lármáz többet, mint egyébkor, ellenben eső vagy nedves időjárás alkalmával teljesen elnémul. Egyik déli alfaja (var. meridionalis) még sokkal hangosabban, de lassúbb ütemben, érdesebben és mélyebben brekeg, úgyhogy „rab, rab, rab” szava még háromemeletnyi magasságból is jól hallatszik. Ismeretes, hogy a hím zöldbékát (de külföldi rokonait is) meg lehet szólaltatni hangos zaj keltésével. A hús potyolása, cukornak vagy más anyagnak a mozsárban való törése, sőt a hangos beszéd és nevetés is azonnal ingerli és a zaj megismétlésére újabb brekegés-szalvéval felel. Hangja, harsogó brekegés, leginkább a szaporodási időben hallik, de a hímek a szaporodási idő után is hallhatók. A zöld levelibéka nemcsak a vízpartot szereti, a lábán lévő tapadókorongok segítségével felmászik a fák, bokrok lombkoronájára, és onnan ad koncertet.

## Szaporodása
A nőstények 150–300 petét tartalmazó petecsomóit napsütötte tavakba  tószegélyek sekély vizébe, kubikgödrökbe, sóderbányák vizesgödreibe, árkokba rakja le, ahol azok a fenékre süllyednek. Az apró, mindössze 1 cm-es békácskák 3–4 hónappal később hagyják el a vizet. Késő ősszel otthagyja a fák koronáját, leszáll a földre és elbújik kövek alá, lyukakba vagy mély falrepedésekbe, hogy a fagy meg ne csípje. Itt a túlélés érdekében adaptív hipotermiában tölti el a hideg hónapokat. Tavasszal a többi békánál korábban jelenik meg és azonnal a szaporodásra gondol. E célból lehetőleg olyan tavakat választ ki, melyeknek partjait nád, bokor vagy fák szegélyezik, valószínűleg azért, mert nehezére esik a vízből kiabálva tolmácsolni szerelmi lángolását.     
|  |  |

## Külső hivatkozások
- Vadonleső.hu - Zöld levelibéka oldal